# Jako kůl v plotě
Jako kůl v plotě (v originále Single All the Way) je kanadský hraný film z roku 2021, který režíroval Michael Mayer. Snímek měl světovou premiéru dne 2. prosince 2021.

## Děj
Peter pracuje v Los Angeles jako reklamní agent se specializací na sociální sítě. Zatímco v práci má úspěch, v osobním životě se mu zas až tolik nedaří. Připravuje se na Vánoce, které stráví u rodičů v malém městečku v New Hampshire. Po mnoha letech jim konečně může představit přítele, se kterým to vypadá slibně. Nicméně těsně před odjezdem zjistí, že jeho přítel je ženatý. Přemluví tedy svého nejlepšího kamaráda Nicka, aby s ním odjel a předstírali, že spolu tvoří pár. Peter se tak chce vyhnout dalším uštěpačným poznámkám ze strany rodiny. Nick neochotně souhlasí. Ovšem po příjezdu se Peterův plán zhroutí, neboť matka Carol mu dohodla rande na slepo s Jamesem, místním trenérem ve fitness. Peter se tedy seznámí a postupně mu dochází, že život v Los Angeles není tak skvělý, jak doposud vypadal a uvažuje o tom, že by se přestěhoval zpět, aby mohl být blíž rodině. To ovšem špatně snáší Nick, který si uvědomil, že je vlastně do Petera zamilovaný a tím by ho ztratil.

## Obsazení
| Michael Urie                  | Peter                |
| Philemon Chambers             | Nick                 |
| Luke Macfarlane               | James                |
| Barry Bostwick                | Harold               |
| Jennifer Robertson            | Lisa                 |
| Madison Brydges               | Daniela              |
| Alexandra Beaton              | Sofia                |
| Kathy Najimy                  | Carole               |
| Jennifer Coolidge             | teta Sandy           |
| Dan Finnerty                  | Kevin                |
| Steve Lund                    | Tim                  |
| Melanie Leishman              | Ashleigh             |
| Gryffin Hanvelt               | Simon                |
| Viggo Hanvelt                 | Sam                  |
| Stefano DiMatteo              | Tony, manžel Lisy    |
| Victor Andrés Trelles Turgeon | Jim, manžel Ashleigh |

## Ocenění
- Mediální cena GLAAD: mimořádný televizní film